# Közterületnevek változásai Budapesten
Budapest fennállása óta összesen hétszer esett át nagyobb közterület átnevezési kampányokon, amelyek szinte kivétel nélkül valamilyen jelentősebb politikai vagy történelmi változáshoz, eseményhez kapcsolódtak.

## Horthy-korszak (1920–1945)
- 1870 és 1937 között a Szent István körút Lipót körútként volt ismert
- 1890-től 1920-ig a Bartók Béla út egy szakasza Átlós út, később 1945-ig  Horthy Miklós út,
- 1936 és 1945 között az Oktogon  Mussolini tér,
- 1937 és 1945 között a Petőfi híd Horthy Miklós híd,
- 1937 és 1945 között az Alkotás utca Gömbös Gyula utca,[1]
- 1951-ig a Lehel tér Ferdinánd tér,
- 1938 és 1953 között a Rezső tér Magyarok Nagyasszonya tér (2016-tól ismét Magyarok Nagyasszonya tér),
- 1938 és 1945 között a Kodály körönd Hitler Adolf tér néven volt ismert
- a Bajcsy-Zsilinszky út Vilmos császár út volt korábban
- Stollár Béla u. korábbi neve Klotild u. volt
- Karácsony Sándor u. korábbi neve Karpfenstein u. volt

## Az 1990-es évek elején
A fővárosban a XX. században történt utcanév-változások harmadik nagy korszakának a kommunista hatalomátvétel óta a rendszerváltás utáni tekinthető. Az SZDSZ vezette Fővárosi Közgyűlés száműzte a szocializmus ideológiájának jelképeit, szobrait és neveit a budapesti utcákról és terekről. Többek közt az alábbi közterületek nevét változtatták meg 1945-ben és az azt követő években (némelyeket csak 1957-ben vagy 1969-ben), majd vissza az 1990-es években:
Az Eszterházy utcát 1955-ben nevezték át Pollack Mihály térré.
| Ábécé szerinti tartalomjegyzék                                        |
| --------------------------------------------------------------------- |
| A B C Cs D E F G Gy H I J K L M N Ny O P Q R S Sz T Ty U V W X Y Z Zs |

| 1945 utáni név                          | névadó                                                | átnevezés előtti és 1990 utáni név | névadó                                                          | kerület      | forrás                          |
| --------------------------------------- | ----------------------------------------------------- | --- | --------------------------------------------------------------- | ------------ | ------------------------------- |
| Alkotmány tér (1954–1991)               | A Magyar Népköztársaság Alkotmánya                    | 1930 előtt Géza tér, 1930–1954 között Wágner Manó tér, 1991 óta Géza fejedelem tér                                                                                          | Géza magyar fejedelem                                           | XV.          | [ 5 ]                           |
| Alpári Gyula utca (1952–1991)           | Alpári Gyula                                          | Hercegprímás utca (1925 előtt Nagy Korona utca, 1925–1952 között Wekerle Sándor utca, 1991 októberétől 1992 januárjáig Nagykorona utca)                                     |                                                                 | V.           | [ 6 ] [ 7 ]                     |
| Antal János utca (1953–1992)            | Antal János                                           | Takács Menyhért utca | Takács Menyhért                                                 | XI.          | [ 8 ] [ 9 ]                     |
| Asztalos János Ifjúsági Park            | Asztalos János                                        | Orczy-kert | Orczy család                                                    | VIII.        | [ 10 ]                          |
| Asztalos János utca (1957–1990)         | Asztalos János                                        | Aladár utca |                                                                 | I.           | [ 11 ] [ 12 ]                   |
| Bacsó Béla utca (1946–1953)             | Bacsó Béla                                            | lásd a Bélyeg utcánál | lásd a Bélyeg utcánál                                           | XVII.        |                                 |
| Bagi Ilona utca (1949–1993)             | Bagi Ilona                                            | Csepeli Mátyás utca | Csepeli Mátyás                                                  | XXI.         | [ 13 ] [ 14 ]                   |
| Baja utca (1954–2000)                   | Baja                                                  | 1954 előtt: Beniczky utca 2000 után: Beniczky Tamás utca | Beniczky Tamás                                                  | XVI.         | [ 13 ] [ 15 ]                   |
| Bajcsy-Zsilinszky utca (1945–1991)      | Bajcsy-Zsilinszky Endre                               | 1945 előtt: gróf Klebelsberg Kunó utca 1991 után: Klebelsberg Kunó utca | Klebelsberg Kuno                                                | XV.          | [ 13 ] [ 16 ]                   |
| Bajcsy-Zsilinszky utca (1945–1991)      | Bajcsy-Zsilinszky Endre                               | Ilona utca (az 1920-as évektől 1945-ig Krenedics Sándorné utca) |                                                                 | XVI.         | [ 13 ] [ 17 ]                   |
| Baucsek utca (1945–1990)                | Baucsek Antal                                         | Dézsmaház utca |                                                                 | XXII.        | [ 18 ] [ 19 ]                   |
| Beloiannisz utca (1952–1991)            | Nikosz Beloiannisz                                    | Zoltán utca |                                                                 | V.           | [ 20 ] [ 21 ]                   |
| Berényi Erzsébet utca (1953–1961)       | Berényi Erzsébet                                      | Berényi utca | Berényi család vagy Berényi Géza                                | I.           | [ 22 ]                          |
| Bélyeg utca (1953–1996)                 |                                                       | Laffert utca (1946 és 1953 között Bacsó Béla utca) | Laffert család                                                  | XVII.        | [ 23 ] [ 24 ]                   |
| Bogár Ignác utca (1976–1991)            | Bogár Ignác                                           | Hatvany Lajos utca | Hatvany Lajos                                                   | III.         |                                 |
| Bojti Imre utca (1978–1991)             | Bojti Imre                                            | Erőmű utca | Kelenföldi Erőmű                                                | XI.          | [ 25 ] [ 26 ]                   |
| Bokányi Dezső utca (1946–1993)          | Bokányi Dezső                                         | Wlassics Gyula utca | Wlassics Gyula                                                  | XVIII.       | [ 25 ] [ 27 ]                   |
| Bokányi Dezső utca (1957–1990)          | Bokányi Dezső                                         | Bajnok utca |                                                                 | VI.          | [ 25 ] [ 28 ]                   |
| Bordás András utca (1978–1991)          | Bordás András                                         | Bordás utca |                                                                 | XXI.         | [ 29 ]                          |
| Czabán Samu köz (1954–1991)             | Czabán Samu                                           | Leiningen Károly utca | Leiningen-Westerburg Károly                                     | XV.          | [ 30 ] [ 31 ]                   |
| Czabán Samu tér (1949–1991)             | Czabán Samu                                           | a Szent Imre tér és Széchenyi tér egyesítésével, 1991-től Széchenyi tér | Széchenyi István                                                | XV.          | [ 30 ] [ 32 ]                   |
| Cservenka Miklós út (1945–1990)         | Cservenka Miklós                                      | Késmárk és Apolló utca (az Apolló utcai része 1919–1945 között a Báthory Győző utca nevet viselte)                                                                          | Késmárk és Apollón                                              | XV.          | [ 33 ] [ 34 ] [ 35 ] [ 36 ]     |
| Cservenka utca (?-2002)                 | Cservenka Miklós                                      | Kossuth Lajos utca (a Völgy utca és az Erdősor utca közötti szakasza) | Kossuth Lajos                                                   | XXI.         | [ 37 ] [ 38 ]                   |
| Derkai utca (1961–1991)                 | Derkai Nándor                                         | Az Angol utca Egressy út és a Mogyoródi út közötti szakasza |                                                                 | XIV.         | [ 39 ] [ 40 ]                   |
| Dimitrov tér (1949–1990)                | Georgi Dimitrov                                       | Fővám tér |                                                                 | V., IX.      | [ 41 ] [ 42 ]                   |
| Dimitrov út (1949–1991)                 | Georgi Dimitrov                                       | Máriaremetei út | Máriaremete                                                     | II.          | [ 41 ] [ 43 ]                   |
| Dobi István út (1975–1991)              | Dobi István                                           | Albertirsai út | Albertirsa                                                      | X.           | [ 44 ] [ 45 ]                   |
| Dózsa György út (1945–1992)             | Dózsa György                                          | Fő út (1945 előtt Horthy Miklós út, 1929 előtt Fő út) |                                                                 | XV.          | [ 46 ]                          |
| Dózsa György tér (1946–1968)            | Dózsa György                                          | ld. a Varga Jenő térnél | ld. a Varga Jenő térnél                                         | XXII.        |                                 |
| Engels tér (1953–1990)                  | Friedrich Engels                                      | Erzsébet tér (1946–1953 között Sztálin tér) | Erzsébet királyné                                               | V.           | [ 26 ] [ 47 ]                   |
| Engels utca (1946–1992)                 | Friedrich Engels                                      | Prohászka Ottokár utca | Prohászka Ottokár                                               | XVI.         | [ 47 ] [ 48 ]                   |
| Engels Frigyes utca (1946–1991)         | Friedrich Engels                                      | Gulner Gyula utca | Gulner Gyula                                                    | XVIII.       | [ 47 ] [ 49 ]                   |
| Élmunkás tér (1951–1990)                | Magyar Élmunkás kitüntetés                            | Lehel tér | Lél                                                             | XIII.        | [ 31 ]                          |
| Farkas bíró utca (1954–1996)            | Farkas László                                         | Kapucinus utca | Kapucinus rend                                                  | I.           | [ 50 ] [ 51 ]                   |
| Fazekas Ferenc utca (1965–1991)         | Fazekas Ferenc                                        | 1965 előtt: Fazekas sor 1925-ig, majd Fazekas utca 1991 után: Fazekas sor                                                                                                   |                                                                 | XV.          | [ 52 ] [ 53 ]                   |
| Felszabadulás tér (1946–1966)           | felszabadulás ünnepe                                  | János tér |                                                                 | XX.          | [ 54 ] [ 55 ]                   |
| Felszabadulás tér (1953–1992)           | felszabadulás ünnepe                                  | az Apponyi tér átnevezésével jött létre, 1962–1991 között a szomszédos Ferenciek tere a Károlyi utca részét képezte, végül 1992-ben Ferenciek tere néven egyesült a két tér | ferences rend                                                   | V.           | [ 54 ] [ 56 ]                   |
| Felszabadulás útja (1946–1991)          | felszabadulás ünnepe                                  | Szentmihályi út (1946 előtt Szent Mihály út) |                                                                 | XV.          | [ 54 ] [ 57 ]                   |
| Fiedler Rezső utca (1984–1992)          | Fiedler Rezső                                         | Torma Károly utca | Torma Károly                                                    | III.         | [ 58 ]                          |
| Főműhely utca (1966–1991)               | Istvántelki Főműhely                                  | Bécsi utca | Bécs                                                            | IV.          | [ 42 ] [ 59 ]                   |
| Frankovics Mihály utca (1968–1991)      | Frankovics Mihály                                     | Drégelyvár utca |                                                                 | XV.          | [ 60 ]                          |
| Friss István utca (1984–1991)           | Friss István                                          | Késmárki utca | Késmárk                                                         | XI.          | [ 61 ] [ 62 ]                   |
| Fürst Sándor utca (1945–1992)           | Fürst Sándor                                          | Hollán Ernő utca (1945 előtt Hollán utca) | Hollán Ernő                                                     | XIII.        | [ 63 ] [ 64 ]                   |
| Fürst Sándor utca (1948–1992)           | Fürst Sándor                                          | Jázmin utca |                                                                 | XIX.         | [ 55 ] [ 63 ]                   |
| Gajdán Imre utca (1966–1990)            | Gajdán Imre                                           | Árvácska utca |                                                                 | III.         | [ 65 ] [ 66 ]                   |
| Gábor Andor utca (1953–1992)            | Gábor Andor                                           | Fő utca (1925–1945 között Horthy Miklós út, 1945–1953 között Linhardt Antal út)                                                                                             |                                                                 | XIX.         | [ 46 ] [ 67 ]                   |
| Gárdos Mariska utca (1975–1992)         | Gárdos Mária                                          | Ágoston utca |                                                                 | III.         | [ 68 ] [ 69 ]                   |
| Geisler Eta utca (1961–1991)            | Geisler Eta                                           | Adria utca | Adriai-tenger                                                   | XV.          | [ 70 ] [ 71 ]                   |
| Gorkij fasor (1950–1991)                | Makszim Gorkij                                        | Városligeti fasor (1921–1950 között Vilma királynő út) |                                                                 | VI., VII.    | [ 72 ]                          |
| Guszev utca (1951–1990)                 | Guszev kapitány                                       | Sas utca |                                                                 | V.           | [ 49 ] [ 73 ]                   |
| Gyolcs utca (1954–1991)                 |                                                       | Fogaras utca | Fogaras                                                         | XVIII.       | [ 74 ] [ 75 ]                   |
| Hatvany Lajos utca (1968–1990)          | Hatvany Lajos                                         | Kard utca |                                                                 | I.           | [ 76 ] [ 77 ]                   |
| Halász lépcső (1953–1997)               |                                                       | Jezsuita lépcső |                                                                 | I.           | [ 78 ]                          |
| Hágó utca (1964–1990)                   |                                                       | Hargita utca | Hargita                                                         | II.          | [ 79 ] [ 80 ]                   |
| Hámán Kató utca (1951–1990)             | Hámán Kató                                            | Haller utca | Haller János                                                    | IX.          | [ 81 ]                          |
| Hevesi Gyula utca (1970–1991)           | Hevesi Gyula                                          | Nyírpalota utca |                                                                 | XV.          | [ 82 ]                          |
| Hikádé Aladár utca (1978–1990)          | Hikádé Aladár                                         | Árpád utca |                                                                 | XIX.         | [ 83 ] [ 84 ]                   |
| Hoffmann Ottó utca (1954–1991)          | Hoffmann Ottó                                         | Béla utca |                                                                 | IV.          | [ 85 ] [ 86 ]                   |
| Humhál László utca (1953–1991)          | Humhál László                                         | Illek Vince utca | Illek Vince                                                     | IV.          | [ 87 ] [ 88 ]                   |
| ifjú Frastaczky András utca (1948–1992) | Frastaczky András                                     | Fecske utca |                                                                 | XIX.         | [ 53 ] [ 61 ]                   |
| Ifjú Gárda tér (1953–1991)              | Ifjú Gárda                                            | Kovácsi Kálmán tér | Kovácsy Kálmán                                                  | XV.          | [ 89 ] [ 90 ]                   |
| Ifjú Gárda út (1954–1991)               | Ifjú Gárda                                            | Károlyi Sándor út | Károlyi Sándor                                                  | XV.          | [ 89 ] [ 91 ]                   |
| Janovecz Margit utca (1953–1992)        | Janovecz Margit                                       | Margit utca |                                                                 | XVI.         | [ 43 ] [ 55 ]                   |
| Joliot-Curie tér (1959–1991)            | Frédéric Joliot-Curie                                 | Királyhágó tér | Király-hágó                                                     | XII.         | [ 92 ] [ 93 ]                   |
| Kállai Éva utca (1975–1991)             | Kállai Éva                                            | Alföldi utca |                                                                 | VIII.        | [ 44 ]                          |
| Károlyi utca (1962–1964)                |                                                       | Károlyi Mihály utca | Károlyi Mihály                                                  | V.           | [ 91 ]                          |
| Károlyi Mihály tér (1946–1953)          | Károlyi Mihály                                        | ld. a Tatabánya térnél | ld. a Tatabánya térnél                                          | XVIII.       |                                 |
| Killy utca (1961–1991)                  | Killy Ferenc                                          | 1961 előtt: Bem József utca 1991 után: Bem tábornok utca | Bem József                                                      | XXII.        | [ 94 ] [ 95 ]                   |
| Kis Zsigmond utca (1968–1991)           | Kis Zsigmond                                          | Csányi László utca | Csány László                                                    | IV.          | [ 96 ] [ 97 ]                   |
| Korvin Ottó utca                        | Korvin Ottó                                           | Pacsirtamező utca |                                                                 | III.         |                                 |
| Korvin Ottó tér (1953-1990)             | Korvin Ottó                                           | Szentlélek tér |                                                                 | III.         | [ 98 ]                          |
| Kruzslák Béla utca (1975–1990)          | Kruzslák Béla                                         | Gömb utca |                                                                 | XIII.        | [ 99 ] [ 100 ]                  |
| Kulich Gyula tér (1957–1991)            | Kulich Gyula                                          | Kálvária tér |                                                                 | VIII.        | [ 101 ] [ 102 ]                 |
| Kultúrház utca (1954–1992)              | XVI. kerületi kultúrház                               | 1954 előtt: Batthyány utca 1992 után: Batthyány Ilona utca | Batthyány Ilona                                                 | XVI.         | [ 18 ] [ 102 ]                  |
| Kun Béla tér (1957–1991)                | Kun Béla                                              | Ludovika tér (1951–1957 között Néphadsereg tér) | Ludovika Akadémia                                               | VIII.        | [ 102 ] [ 103 ]                 |
| Landler Jenő utca (1949–1991)           | Landler Jenő                                          | István út | István nádor                                                    | VII.         | [ 104 ] [ 105 ]                 |
| Latinka Sándor utca                     | Latinca Sándor                                        | Rátz László utca | Rátz László                                                     | XI.          |                                 |
| Lengyel Gyula utca (1963–1990)          | Lengyel Gyula                                         | Bank utca | Magyar Nemzeti Bank                                             | V.           | [ 106 ] [ 107 ]                 |
| Lenin körút (1950–1990)                 | Vlagyimir Iljics Lenin                                | Erzsébet körút és Teréz körút | Erzsébet királyné és Mária Terézia magyar királynő              | VI., VII.    | [ 26 ] [ 108 ]                  |
| Lévai Oszkár utca (1945–1991)           | Lévai Oszkár                                          | Fecske utca |                                                                 | VIII.        | [ 53 ] [ 109 ]                  |
| Ligeti Károly utca (1948–1992)          | Ligeti Károly                                         | Csete Balázs utca | Csete Balázs                                                    | XXI.         |                                 |
| Linhardt Antal út (1945–1953)           |                                                       | ld. a Gábor Andor utcánál | ld. a Gábor Andor utcánál                                       | XIX.         |                                 |
| Lumumba utca (1961–1990)                | Patrice Lumumba                                       | Róna utca |                                                                 | XIV.         | [ 110 ] [ 111 ]                 |
| Magyar ifjúság útja (1956–1957)         |                                                       | ld. a Népköztársaság útjánál | ld. a Népköztársaság útjánál                                    | VI.          |                                 |
| Makarenkó utca (1951–1991)              | Anton Szemjonovics Makarenko                          | Horánszky utca | Horánszky Nándor                                                | VIII.        | [ 112 ]                         |
| Majakovszkij utca (1950–1990)           | Vlagyimir Vlagyimirovics Majakovszkij                 | Király utca |                                                                 | VI., VII.    | [ 93 ]                          |
| Malinovszkij utca (1948–1962)           | Rogyion Jakovlevics Malinovszkij                      | ld. a Vörös október utcánál | ld. a Vörös október utcánál                                     | XIX.         |                                 |
| Martinelli tér (1953–1992)              | Anton Erhard Martinelli                               | Szervita tér | szervita rend                                                   | V.           | [ 113 ] [ 114 ]                 |
| Martos Flóra utca                       | Martos Flóra                                          | Bolgárkertész utca | bolgárkertész                                                   | XIV.         | [ 115 ]                         |
| Martos Flóra sétány                     | Martos Flóra                                          | Vasút sor |                                                                 | III.         | [ 116 ] [ 117 ]                 |
| Marx Károly út (1945–1991)              | Karl Marx                                             | Grassalkovich út | Grassalkovich Antal                                             | XX.          | [ 118 ]                         |
| Marx Károly utca (1945–1964)            | Karl Marx                                             | ld. a Vörös fény utcánál | ld. a Vörös fény utcánál                                        | XVIII.       |                                 |
| Marx utca (1945–1990)                   | Karl Marx                                             | Erzsébet királyné út | Wittelsbach Erzsébet magyar királyné                            | XXII.        | [ 119 ] [ 120 ]                 |
| Marx utca (1945–1993)                   | Karl Marx                                             | Darányi Ignác utca | Darányi Ignác                                                   | XVIII.       | [ 120 ] [ 121 ]                 |
| Mautner Sándor utca (1953–1990)         | Mautner Sándor                                        | Szent László út | I. László magyar király                                         | XIII.        |                                 |
| Május 1. út (1951–1990)                 | A munka ünnepe                                        | Hermina út | Hermina Amália főhercegnő                                       | XIV.         | [ 122 ]                         |
| Mártírok útja (1945–1992)               | a Margit körúti katonai fogházban mártírhalált haltak | Margit körút | Árpád-házi Szent Margit                                         | II.          | [ 123 ]                         |
| Mező Imre út (1957–1991)                | Mező Imre                                             | Fiumei út és Orczy út | Fiume és az Orczy család                                        | VIII.        | [ 124 ] [ 125 ] [ 126 ]         |
| Molnár Erik utca (1970–1991)            | Molnár Erik                                           | Badacsonyi utca | Badacsony                                                       | XI.          | [ 23 ] [ 127 ]                  |
| Molnár László utca (1954–1992)          | Molnár László                                         | Átlós utca |                                                                 | XX.          | [ 12 ] [ 127 ]                  |
| Molotov tér (1946–1957)                 | Vjacseszlav Mihajlovics Molotov                       | Vigadó tér | Pesti Vigadó                                                    | V.           | [ 127 ] [ 128 ]                 |
| Mosolygó Antal utca (1953–1991)         | Mosolygó Antal                                        | Bezsilla Nándor utca | Bezsilla Nándor                                                 | XV.          | [ 129 ] [ 130 ]                 |
| Muck Lajos utca (1967-1990)             | Muck Lajos                                            | Thurzó utca | Thurzó család                                                   | XIII.        | [ 131 ]                         |
| Münnich Ferenc utca (1968–1990)         | Münnich Ferenc                                        | Nádor utca | nádor                                                           | V.           | [ 132 ] [ 133 ]                 |
| Néphadsereg tér (1951–1957)             | Magyar Néphadsereg                                    | ld. a Kun Béla térnél | ld. a Kun Béla térnél                                           | VIII.        |                                 |
| Néphadsereg utca (1953–1991)            | Magyar Néphadsereg                                    | Falk Miksa utca | Falk Miksa                                                      | V.           | [ 134 ] [ 135 ]                 |
| Népköztársaság útja (1957–1990)         | Magyar Népköztársaság                                 | Andrássy út (1950-től 1956. októberéig Sztálin út, majd 1957-ig Magyar ifjúság útja)                                                                                        | Andrássy Gyula                                                  | VI.          | [ 135 ] [ 136 ] [ 137 ] [ 138 ] |
| Népstadion út (1961–1991)               | Népstadion                                            | Stefánia út (1946 és 1961 között Vorosilov út) | Stefánia belga királyi hercegnő                                 | XIV.         | [ 139 ] [ 140 ]                 |
| November 7. tér (1950–1990)             | 1917-es októberi orosz forradalom                     | Oktogon |                                                                 | VI.          | [ 141 ] [ 142 ]                 |
| Ősz Szabó János utca (1953–1992)        | Ősz-Szabó János                                       | Szent Imre herceg utca (1945 előtt Szent Imre herceg útja) | Szent Imre herceg                                               | XX.          | [ 143 ] [ 144 ]                 |
| Pamutgyár utca (1953–1991)              | Magyar Pamutipar Rt. újpesti üzeme                    | Kiss Ernő utca (1947 és 1953 között Szurday Róbert utca) | Kiss Ernő                                                       | IV.          | [ 138 ] [ 145 ] [ 146 ]         |
| Papp József utca (1948–1992)            | Papp József                                           | Artúr utca |                                                                 | XIX.         | [ 83 ] [ 147 ]                  |
| Partizán utca                           |                                                       | Hitel Márton utca | Hitel Márton                                                    | XX.          |                                 |
| Pataki István tér (1953–1991)           | Pataki István                                         | Szent László tér | I. László magyar király                                         | X.           | [ 148 ] [ 149 ]                 |
| Pálffy György utca (1969–1991)          | Pálffy György                                         | Balaton utca | Balaton                                                         | V.           | [ 150 ] [ 151 ]                 |
| Pentz Károly utca (1946–1990)           | Pentz Károly                                          | Anna utca | Waltz Anna                                                      | XXII.        | [ 8 ] [ 152 ]                   |
| Pogány József utca (1968–1991)          | Pogány József                                         | Víg utca |                                                                 | VIII.        | [ 128 ] [ 153 ]                 |
| Poll Sándor utca (1953–1992)            | Poll Sándor                                           | Szent Imre utca | Szent Imre herceg                                               | XIX.         | [ 144 ] [ 154 ]                 |
| Poscher János utca (1957–1991)          | Poscher János                                         | Kerekes utca | Kerekes Sámuel                                                  | XIII.        | [ 155 ] [ 156 ]                 |
| Povázsai György utca (1947–1991)        | Povázsai György                                       | Hajnal utca (1946–1947 között Póré Nagy György utca) |                                                                 | IV.          | [ 79 ] [ 156 ]                  |
| Pór Bertalan utca (1966–1991)           | Pór Bertalan                                          | Gyergyó utca | Gyergyó                                                         | II.          | [ 154 ] [ 157 ]                 |
| Póré Nagy György utca (1946–1947)       | Póré Nagy György                                      | ld. a Povázsai György utcánál | ld. a Povázsai György utcánál                                   | IV.          |                                 |
| Rajk László utca (1969–1990)            | Rajk László                                           | Pannónia utca |                                                                 | XIII.        | [ 147 ] [ 158 ]                 |
| Rezi Károly utca (1945–1991)            | Rezi Károly                                           | Király utca | Király Antal                                                    | IV.          | [ 93 ] [ 159 ]                  |
| Rákosi Endre utca (?–1993)              | Rákosi Endre                                          | Szent László út | I. László magyar király                                         | XXI.         |                                 |
| Révai József utca (1968–1990)           | Révai József                                          | Bácskai utca | Bácska                                                          | XIV.         | [ 23 ] [ 159 ]                  |
| Rosenberg házaspár utca (1953–1991)     | Rosenberg házaspár                                    | Hold utca |                                                                 | V.           | [ 160 ] [ 161 ]                 |
| Rózsa Ferenc utca (1945–1991)           | Rózsa Ferenc                                          | Rózsa utca |                                                                 | VI., VII.    | [ 162 ] [ 163 ]                 |
| Rózsa Ferenc utca (1951–1993)           | Rózsa Ferenc                                          | Rózsa utca |                                                                 | XVIII.       | [ 162 ] [ 163 ]                 |
| Rudas László utca (1951–1990)           | Rudas László                                          | Podmaniczky utca | Podmaniczky László                                              | VI.          | [ 153 ] [ 164 ]                 |
| Sallai Imre utca (1945–1992)            | Sallai Imre                                           | Tátra utca | Tátra                                                           | XIII.        | [ 165 ] [ 166 ]                 |
| Sallai Imre utca (1946–1992)            | Sallai Imre                                           | Bivalyos utca (1932–1946 között Rákosi Jenő utca) |                                                                 | III.         | [ 165 ] [ 167 ] [ 168 ]         |
| Ságvári Endre utca (1945–1991)          | Ságvári Endre                                         | János utca (1945 előtt Gömbös Gyula utca, 1936 előtt János utca) | Suda János                                                      | XX.          | [ 55 ] [ 169 ]                  |
| Ságvári Endre utca (1946–1991)          | Ságvári Endre                                         | Gyöngyvirág utca |                                                                 | XVIII.       | [ 169 ] [ 170 ]                 |
| Ságvári Endre utca (1946–1991)          | Ságvári Endre                                         | Föld utca |                                                                 | XXII.        | [ 46 ] [ 169 ]                  |
| Ságvári Endre utca (1946–1992)          | Ságvári Endre                                         | Bácska utca | Bácska                                                          | XV.          | [ 23 ] [ 169 ]                  |
| Ságvári Endre utca (1948–1992)          | Ságvári Endre                                         | Tulipán utca |                                                                 | XIX.         | [ 169 ] [ 171 ]                 |
| Ságvári lépcső (1945–1990)              | Ságvári Endre                                         | Dietzl lépcső | Dietzl József                                                   | XXII.        | [ 41 ] [ 169 ]                  |
| Ságvári tér (1945–1990)                 | Ságvári Endre                                         | Vértanúk tere | 1848–1849, 1944–1945 és 1956 vértanúi                           | V.           | [ 169 ] [ 172 ]                 |
| Somogyi Béla út (1945–1953)             | Somogyi Béla                                          | ld. a Tanács körútnál | ld. a Tanács körútnál                                           | V., VII.     |                                 |
| Sólyom László utca (1969–1991)          | Sólyom László                                         | Eszter utca |                                                                 | II.          | [ 173 ] [ 174 ]                 |
| Szabados Sándor utca (1965–1991)        | Szabados Sándor                                       | Albert utca | Albert Kázmér szász–tescheni herceg                             | XI.          | [ 175 ] [ 176 ]                 |
| Szabadságharcosok útja (1950–1991)      | 1848-as szabadságharcosok                             | Berlini utca | Berlin                                                          | IV.          | [ 177 ] [ 178 ]                 |
| Szakasits Árpád út (1968–1991)          | Szakasits Árpád                                       | Etele út |                                                                 | XI.          | [ 179 ] [ 180 ]                 |
| Szamuely utca (1953–1990)               | Szamuely Tibor                                        | Lónyay utca | Lónyay Menyhért                                                 | IX.          | [ 181 ] [ 182 ]                 |
| Szántó Béla utca (1968–1990)            | Szántó Béla                                           | Jávor utca |                                                                 | XIV.         | [ 182 ] [ 183 ]                 |
| Szántó Kovács János utca (1951–1991)    | Szántó Kovács János                                   | Dologház utca | a Köztársaság tér és a Dologház utca sarkán felépített dologház | VIII.        | [ 182 ] [ 184 ]                 |
| Sziklai Sándor utca (1957–1990)         | Sziklai Sándor                                        | Lovas út |                                                                 | I.           | [ 185 ] [ 186 ]                 |
| Sztálin tér (1946–1953)                 | Joszif Visszarionovics Sztálin                        | ld. az Engels térnél | ld. az Engels térnél                                            | V.           |                                 |
| Sztálin út (1950–1956)                  | Joszif Visszarionovics Sztálin                        | ld. a Népköztársaság útjánál | ld. a Népköztársaság útjánál                                    | VI.          |                                 |
| Szurday Róbert utca (1947–1953)         | Szurday Róbert                                        | ld. a Pamutgyár utcánál | ld. a Pamutgyár utcánál                                         | IV.          |                                 |
| Tanácsház tér (1953–1991)               | a XXI. kerületi Tanács székháza                       | Szent Imre tér | Szent Imre herceg                                               | XXI.         | [ 144 ] [ 187 ] [ 188 ]         |
| Tanács körút (1953–1991)                | Fővárosi Tanács                                       | Károly körút (1926–1945 között Károly király út, 1945–1953 között Somogyi Béla út)                                                                                          | IV. Károly magyar király                                        | V., VII.     | [ 187 ] [ 189 ]                 |
| Tatabánya tér (1953–1991)               | Tatabánya                                             | Hargita tér (1946–1953 között Károlyi Mihály tér) | Hargita                                                         | XVIII.       | [ 80 ] [ 190 ]                  |
| Táncsics Mihály utca (1945–1991)        | Táncsics Mihály                                       | 1945 előtt: gróf Károlyi István utca 1991 után: Károlyi István utca | Károlyi István                                                  | IV.          | [ 91 ] [ 191 ]                  |
| Thälmann utca (1959–1990)               | Ernst Thälmann                                        | Fiastyúk utca |                                                                 | XIII.        | [ 192 ] [ 193 ]                 |
| Tito utca (1982–1991)                   | Josip Broz Tito                                       | Rózsa utca |                                                                 | IV.          | [ 162 ] [ 194 ]                 |
| Tolbuhin körút (1946–1990)              | Fjodor Ivanovics Tolbuhin                             | Vámház körút | Fővámház                                                        | V., IX.      | [ 195 ] [ 196 ]                 |
| Traktor utca (1953–1992)                | a Vörös Csillag Traktorgyárban készült munkagépek     | Endresz György utca | Endresz György                                                  | XIX.         | [ 47 ] [ 197 ]                  |
| Varga Jenő tér (1968–1990)              | Varga Jenő                                            | Városház tér (1946 és 1968 között Dózsa György tér) | budafoki városháza                                              | XXII.        | [ 72 ] [ 198 ] [ 199 ]          |
| Vágó Béla utca (1968–1991)              | Vágó Béla                                             | Lomb utca |                                                                 | XIII.        | [ 200 ] [ 201 ]                 |
| Vorosilov út (1946–1961)                | Kliment Jefremovics Vorosilov                         | ld. a Népstadion útnál | ld. a Népstadion útnál                                          | XIV.         |                                 |
| Vörös Csillag utca (1954–1990)          | Vörös Csillag Traktorgyár                             | Hofherr Albert utca | Hofherr Albert                                                  | XIX.         | [ 86 ] [ 202 ]                  |
| Vörös fény utca (1964–1992)             |                                                       | Nemes utca és Királyhágó utca (a Nemes utcai része 1945–1964 között a Marx Károly utca nevet viselte)                                                                       | Nemes Izidor Király-hágó                                        | XVIII.       | [ 93 ] [ 202 ] [ 203 ]          |
| Vörös hadsereg útja (1945–1990)         | Munkás-paraszt Vörös Hadsereg                         | Királyok útja | Buda–Visegrád közötti királyi út                                | III.         | [ 202 ] [ 204 ]                 |
| Vörös hadsereg útja (1946–1973)         | Munkás-paraszt Vörös Hadsereg                         | Nagykőrösi út pestszentimrei szakasza | Nagykőrös                                                       | XVIII.       | [ 202 ] [ 205 ]                 |
| Vörös hadsereg útja (1946–1990)         | Munkás-paraszt Vörös Hadsereg                         | Üllői út külső része | Üllő                                                            | XVIII., XIX. | [ 202 ] [ 206 ]                 |
| Vörös hadsereg útja (1948–1991)         | Munkás-paraszt Vörös Hadsereg                         | Mária királyné útja | Habsburg Mária magyar királyné                                  | XXI.         | [ 43 ] [ 202 ]                  |
| Vörös október utca (1962–1990)          | 1917-es októberi orosz forradalom                     | Vas Gereben utca (1948–1962 között Malinovszkij utca) | Vas Gereben                                                     | XIX.         | [ 207 ] [ 208 ] [ 209 ]         |
| Zalka Máté tér (1945–1991)              | Zalka Máté                                            | Liget tér | Ligettelek                                                      | X.           | [ 109 ] [ 210 ] [ 211 ]         |
| Zalka Máté utca (1948–1993)             | Zalka Máté                                            | Kubinyi Imre utca | Kubinyi Imre                                                    | XVIII.       | [ 100 ] [ 210 ]                 |

Ezt az átnevezési hullámot később csupán apróbb változtatások követték.

## 2011 tavaszán–nyarán
| régi név        | névadó                    | új név                 | névadó             | kerület  |
| --------------- | ------------------------- | ---------------------- | ------------------ | -------- |
| Moszkva tér     | Moszkva                   | Széll Kálmán tér       | Széll Kálmán       | II.      |
| Köztársaság tér |                           | II. János Pál pápa tér | II. János Pál pápa | VIII.    |
| Roosevelt tér   | Franklin Delano Roosevelt | Széchenyi István tér   | Széchenyi István   | V.       |
| Dembinszky utca | Henryk Dembiński          | Wysocki utca           | Józef Wysocki      | XV.      |
| Lágymányosi híd | Lágymányos                | Rákóczi híd            | II. Rákóczi Ferenc | IX., XI. |
| –               | –                         | Elvis Presley park     | Elvis Presley      | II.      |
| Erdélyi utca    |                           | Bauer Sándor utca      | Bauer Sándor       | VIII.    |

A korábbi MSZP-t váltó Fidesz-KDNP vezetés döntéseként Budapest számos közterületének megváltozott a neve 2011 tavaszán. Az első módosítás az 1942-ben épült Ferihegyi repülőteret érintette, amelynek neve március 25-től kezdve Budapest Liszt Ferenc nemzetközi repülőtérre változott. Ezt követte április végén – a jelentősebbek közül említve – a Moszkva térről Széll Kálmán térre, a Köztársaság térről II. János Pál pápa térre, a Roosevelt térről Széchenyi István térre, a Lágymányosi hídról Rákóczi hídra való átnevezés. Más átnevezések jórészt a Tanácsköztársaságban, a kommunista mozgalomban és az ellenállásban szerepet játszó személyiség nevét váltották fel többek közt Sinkovits Imre, Domján Edit, Romhányi József, Simándy József, valamint az Aranycsapatból ismert Hidegkuti Nándor és Zakariás József tiszteletére. Egyes – addig névtelen – helyszínek ugyanakkor nevet kaptak, így a Margit híd budai hídfőjénél található közterület az Elvis Presley park nevet vette föl, az énekesnek az 1956-os forradalom melletti kiállására emlékezve, egy XVII. kerületi tér pedig Wass Albert nevét kapta meg. A tíz kerületben 26 közterületre kiterjedő átnevezések legfőbb indoka az volt, hogy „a múlt rendszer által preferált nevek 21 évvel a rendszerváltás után kevéssé elfogadhatók” (jóllehet a Köztársaság tér átnevezését ez nem indokolja). Az átnevezések az utóbbi hónapok Budapestet érintő intézkedései közül a legnépszerűtlenebbnek bizonyultak: a Policy Solutions kutatásában szereplő mindegyik átnevezést elutasította a budapestiek többsége. A Moszkva tér átnevezését az orosz külügyminisztérium is nehezményezte, a Népszava tudomása szerint pedig Roosevelt unokája levélben fordult Tarlós Istvánhoz, csalódottságát kifejezve.